# 此処に花あり
『此処に花あり』（ここにはなあり）は、竹洞哲也監督の日本映画。

## 概要
2023年9月29日にR18作品『変態園芸　股間を耕す女たち』のタイトルで劇場公開。
同年12月4日、「OP PICTURES+フェス2023」作品の1本としてR15編集され、『此処に花あり』のタイトルで公開。
脚本担当の小松公典にとって99作品目のピンク映画作品となり、本作では元・園芸店勤めのTYPE-CHOPと組み、「小松公典 With TYPE-CHOP」名義で執筆した。
ピンク映画という枠組みから咲野瑞希主演映画と紹介されることが多いが、事実上の主人公は服役帰りの雄介であり、無愛想でほとんどセリフがないという難役を、細川佳央が演じた。
映画ライターの切通理作は「ドラマの中でセックスを位置付け、昇華させるピンク映画の面目躍如」と論じた。
2025年2月5日、スターボードから『遅咲き未亡人』のタイトルでDVDリリース。

## ストーリー
菜摘とその旦那・剛志のもとに、服役帰りの無愛想な弟・雄介が帰ってきた。姉の菜摘は知り合いのつてを頼り、雄介を園芸店の配送の仕事を紹介した。あまりやる気をみせない雄介だったが、樹木や花の配送先で出会う女性たちとの出会いを通じ、次第に雄介は園芸の知識を蓄え、心を開いていく。

## 登場人物
松田雄介
演 - 細川佳央
とある事件を起こし刑務所暮らしをしていた寡黙な男。喫煙者。悪い人間ではないが感情を素直に出せず、口より先に手が出てしまう粗暴モノ。出所後、自力で仕事を探そうとするも性格が災いして、働き口や住む場所さえ見つけられなかった。
演じる細川はセリフがほとんどない役どころであり、「僕のリアクションに応じた演技をみんなしないといけない。お互いアンテナを張った現場だった」と述懐。
細川自身に姉はいないため、「周りを見てても弟にとってお姉ちゃんは絶対だった。弟って優しい人が多い。女性の扱いもうまいし」と周囲の複数の姉のいる男性を意識して内面の役作りをしている。
三重田純
演 - 咲野瑞希
雄介が一目惚れする配送先の女性。近所では有名な、言い寄った男がなぜかみんな死んでいく都市伝説をまとう。かなりの性豪。
加賀菜摘
演 - 加藤ツバキ
明るくあっけらかんとした雄介の姉。ビール派であり、旦那とのセックスは2回戦以上したい派。若い頃はヤンキーであったが、家事を完ぺきにこなす専業主婦。雄介も彼女にだけは頭が上がらない。
もえ
演 - 福田もも
デリヘル嬢。雄介や室井が利用する。
加賀剛志
演 - モリマサ
菜摘の旦那。仕事はそれなりにできるが、妻にも雄介にも頭が上がらない小心者。
室井恒美
演 - ケイチャン
園芸店経営者。元教師であり、菜摘の高校時代の恩師。援助交際していた過去の弱みを菜摘に握られている。
桜
演 - 佐々木麻由子
年上目線で雄介と接する未亡人。ハンドメイドジュース（はちみつレモン）をふるまうとともに、雄介に人生のアドバイスを送る。
岩木陽一
演 - 森羅万象
植物に詳しい、農家のおやじ。

## スタッフ
- 監督：竹洞哲也
- 脚本：小松公典 With TYPE-CHOP
- 撮影監督：坂元啓二
- 録音：山口勉
- 整音：吉方淳二
- 編集：三田たけし
- 音楽：與語一平
- 助監督：可児正光
- 撮影助手：高橋大輝
- 録音助手：西田壮汰
- スチール：須藤未悠
- 仕上げ：東映ラボ・テック
- 制作：Blue Forest Film
- 提供：オーピー映画